# Comuna Iasnohorodka, Ielaneț
Iasnohorodka (în ucraineană Ясногородка) este o comună în raionul Ielaneț, regiunea Mîkolaiiv, Ucraina, formată din satele Buhorok, Hrajdanka, Iasnohorodka (reședința), Krutoiarka, Mîhailivka, Novoiavlenka, Pivni și Pokrovka.

## Demografie
Componența lingvistică a comunei Iasnohorodka
     Ucraineană (93,74%)
     Rusă (4,24%)
     Română (1,66%)
     Alte limbi (0,18%)
Conform recensământului din 2001, majoritatea populației comunei Iasnohorodka era vorbitoare de ucraineană (93,74%), existând în minoritate și vorbitori de rusă (4,24%) și română (1,66%).